# Thomas H. Stix
Thomas Howard Stix (* 12. Juli 1924 in St. Louis, Missouri; † 16. April 2001 in Princeton, New Jersey) war ein US-amerikanischer Physiker, der sich mit Plasmaphysik beschäftigte.
Stix studierte am Caltech (Bachelor 1948). Von 1942 bis 1945 war er Funker der US-Armee im Pazifikkrieg. 1953 wurde er an der Princeton University promoviert, wo er danach Forschungsassistent beim damals noch geheimen  Project Matterhorn zur Kernfusion war. 1956 wurde er dort stellvertretender Leiter der experimentellen Abteilung und nach dessen Umbenennung ab 1961 Ko-Leiter der experimentellen Abteilung des Plasma Physics Laboratory (PPPL) in Princeton. Dies blieb er bis 1978, als er dort Associate Director of Academic Affairs wurde.
Von 1962 bis 1996 war er Professor für Astrophysik in Princeton und von 1981 bis 1991 stellvertretender Leiter der Fakultät für Astrophysik. Lange Jahre leitete er das Plasmaphysik-Programm in Princeton. Stix starb 2001 an Leukämie.
Er war mehrfach am Weizmann-Institut in Israel und war auch allgemein an der Princeton University seit den 1950er Jahren aktiv in den Beziehungen zu Israel. Beim Projekt Matterhorn entwickelte er Wege, mit Mikrowellen Plasmen in Fusionsreaktoren aufzuheizen (zum Beispiel die Stix-Spule). Er war eine führende Autorität für Plasmawellen und untersuchte chaotische Bewegung von Teilchen in Plasmen mit Magnetfeldern.
1962/63 leitete er die Abteilung Plasmaphysik der American Physical Society, deren James-Clerk-Maxwell-Preis für Plasmaphysik er 1980 erhielt. 1969 war er Guggenheim Fellow. 1999 erhielt er den Distinguished Career Award von Fusion Power Associates. 1991 erhielt er den University Award for Distinguished Teaching in Princeton.
Er war seit 1950 verheiratet und hatte eine Tochter und einen Sohn.

## Schriften (Auswahl)
- The theory of plasma waves, McGraw Hill 1962,
- Waves in Plasmas, Springer 1992